# Sigmen Glacier
Sigmen Glacier är en glaciär i Antarktis. Den ligger i Västantarktis. Argentina, Chile och Storbritannien gör anspråk på området. Sigmen Glacier ligger 353 meter över havet.
Terrängen runt Sigmen Glacier är huvudsakligen kuperad, men åt sydost är den platt. Trakten är obefolkad. Det finns inga samhällen i närheten. 